# Rwanda i olympiska sommarspelen 2004
Rwanda i olympiska sommarspelen 2004 bestod av 5 idrottare som blivit uttagna av Rwandas olympiska kommitté.

## Friidrott
Herrarnas 10 000 meter
- Dieudonne Disi
  - 28:43.19 (17:a totalt)

Herrarnas maraton
- Mathias Ntawulikura
  - 2:26:05 (62:a totalt)

Damernas maraton
- Epiphanie Nyirabarame
  - 2:52:50 (54:a totalt) (Säsongsbästa)